# Wannen (Witten)
Wannen ist ein Ortsteil des Wittener Stadtteils Heven. Er hatte am 31. Dezember 2018 insgesamt 5377 Einwohner.

## Geschichte

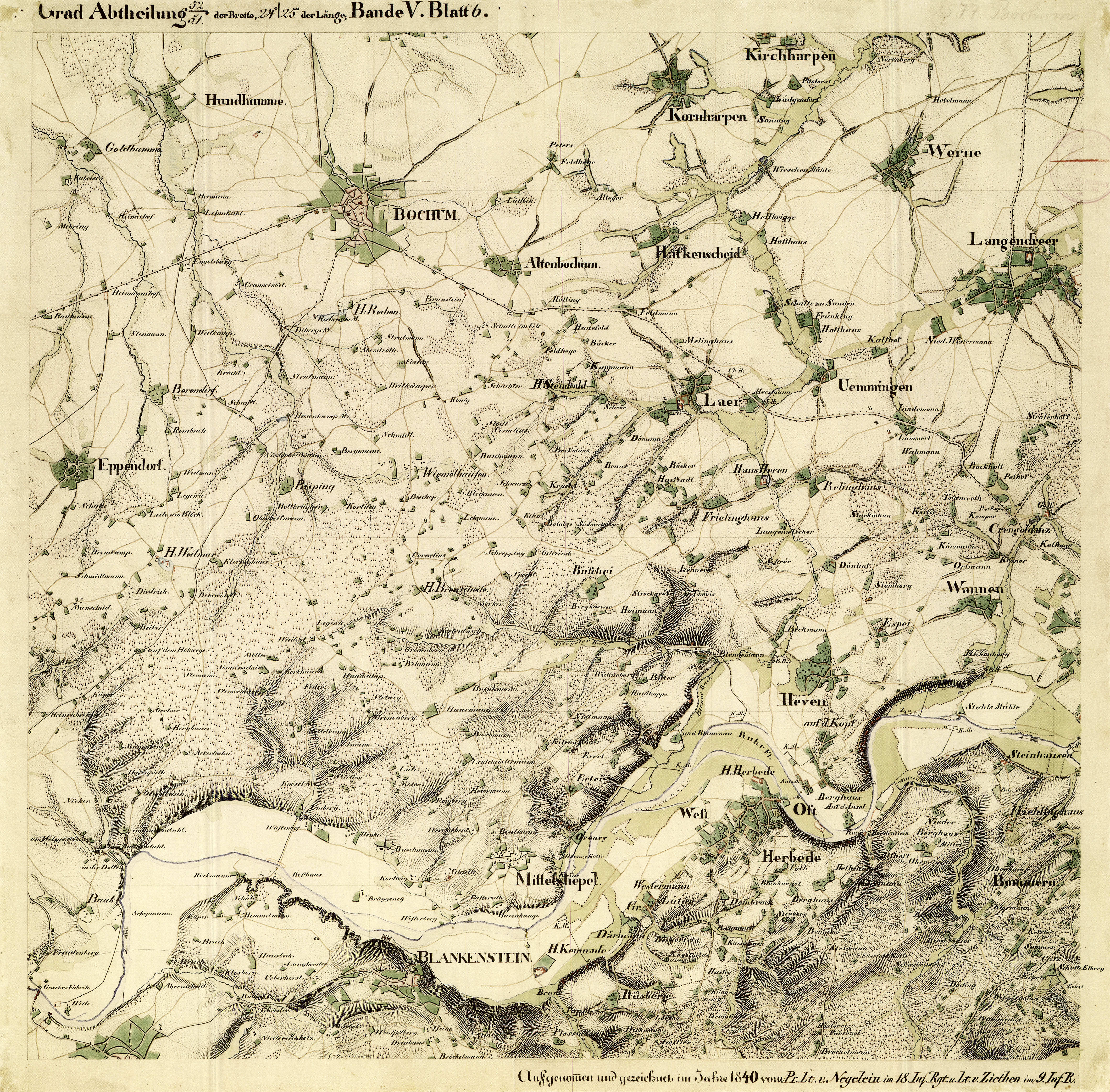
Wannen östlich von Heven auf der Preußischen Uraufnahme von 1840

Wannen wird erstmals im Werdener Urbar im Jahre 1150 erwähnt. Zu dieser Zeit bestand Wannen aus vier Höfen, die unterschiedlichen Grundherren abgabepflichtig waren (dem Stift Essen, dem Stift Kaufungen sowie den Erzbischöfen von Köln). Im Spätmittelalter erlangte Wannen kurzzeitig als Teil des Landweges zwischen Witten und Herbede regionale Bedeutung. An diesen Landweg erinnert die in Heven gelegene Straße „Wannen“ (1921/22 auch „Wannenstraße“).
Heute ist Wannen eine Gebietsbezeichnungen im Wittener Ortsteil Heven, seine Gemarkungsnummer lautet 73. In Wannen ansässige Geschäfte und Handwerksbetriebe geben als Adresse oft „Witten-Wannen“ an. Umgangssprachlich ist die schlichte Bezeichnung „Wannen“ gebräuchlich.

## Wannenbach
Der für die industrielle Entwicklung Wittens bedeutende Wannenbach streift das Gebiet des Ortsteils.